# Killarney International Raceway
Le Killarney International Raceway est un complexe de sports mécaniques créé en 1947 dans la banlieue de la ville du Cap, en Afrique du Sud.

## Histoire

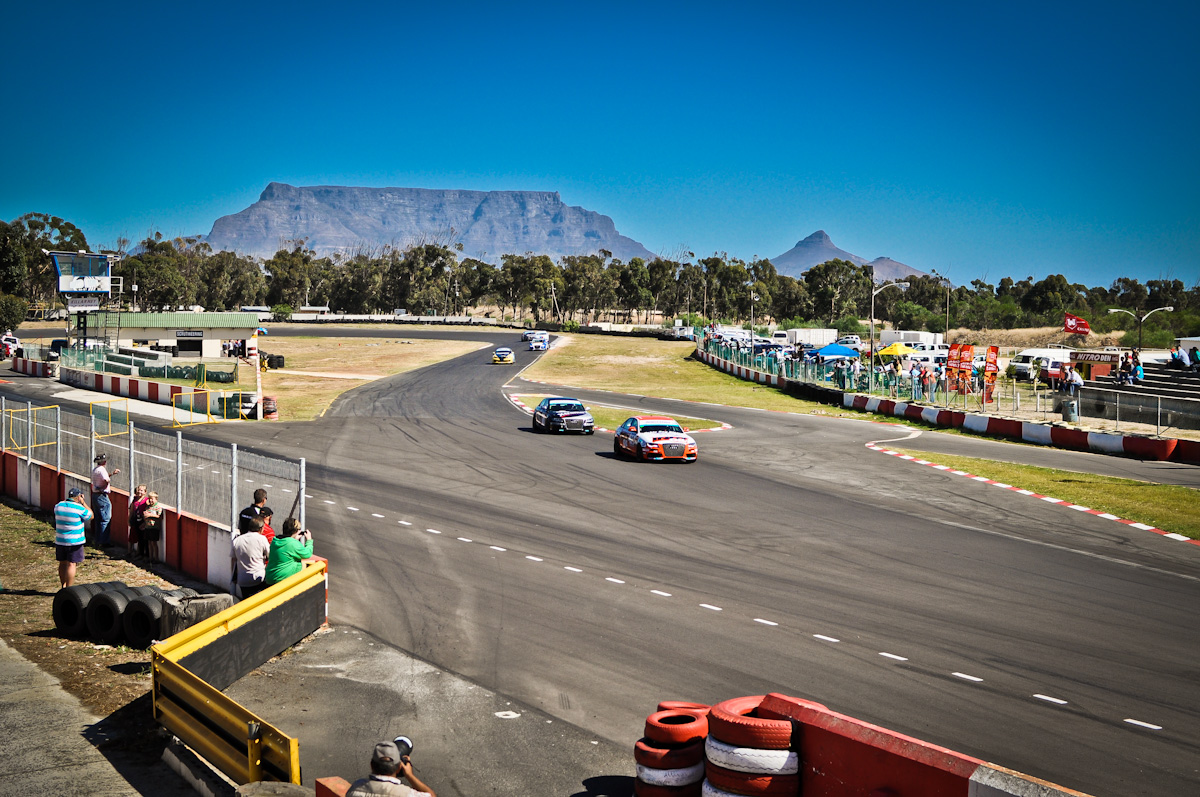
Course de voiture de tourisme en 2012.

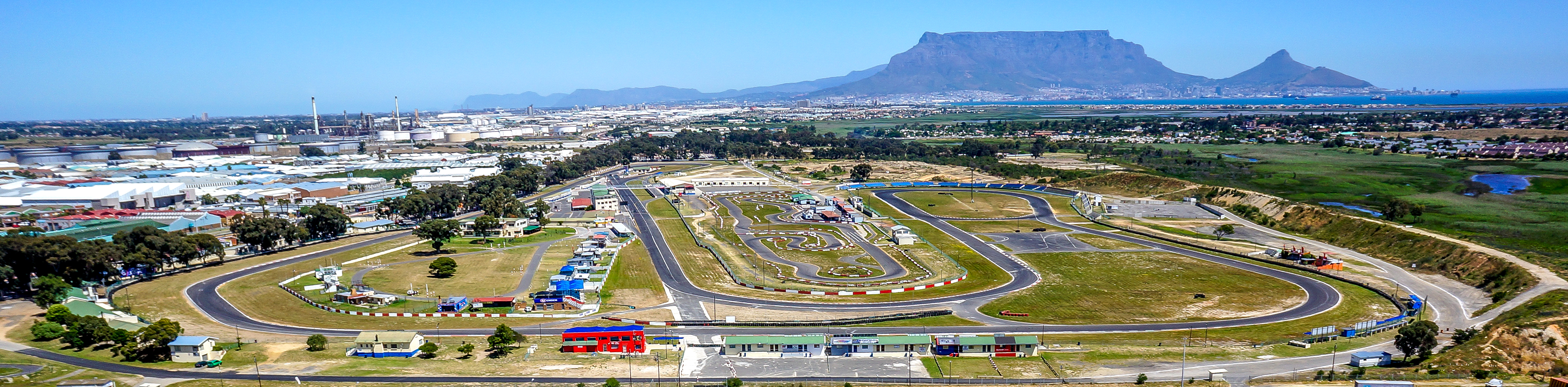
Une vue d'ensemble du complexe avec la Montagne de la Table visible en arrière plan.

Entre 1959 et 1960 la piste a été remise à niveau et reconstruite pour être conforme à l'exigence de la FIA pour accueillir les Formule 1 de l'époque. La conception a été confiée à Edgar Hoal, un pilote de course et ingénieur de route, qui a supervisé sa construction.
Le circuit a accueilli le Grand Prix automobile du Cap une course de Formule 1 hors-championnat, deux éditions se sont déroulés, la première course a été remportée par Stirling Moss sur une Porsche. Depuis, le complexe s'est développé pour accueillir divers évènements de sports mécaniques, tel que le motocross, le karting, le supermotard, les courses de stock-car et les courses de dragster.
Le circuit a été aménagé en 2017 pour accueillir la manche de l'Afrique du Sud du Championnat du monde de rallycross FIA.

## Description
Le tracé ne fait que 3,267 km et comprend neuf virages.

## Liste des accidents mortels
| Nom de la victime | Date de décès    | Qualité              | Championnat                                     | Course                                                                | Monture (le cas échéant) |
| ----------------- | ---------------- | -------------------- | ----------------------------------------------- | --------------------------------------------------------------------- | ------------------------ |
| Eric Mort         | 1980             | Pilote               |                                                 |                                                                       |                          |
| Neville Hiscock   | 13 février 1983  | Pilote               |                                                 |                                                                       |                          |
| Sean Christiansen | 1985             | Commissaire de piste |                                                 |                                                                       |                          |
| Adrian May        | 20 février 1989  | Membre d'une équipe  | South African Modified V8 Championship          |                                                                       |                          |
| John Rittmann     | 20 février 1989  | Photographe          | South African Modified V8 Championship          |                                                                       |                          |
| Nicola Bianco     | 5 octobre 1989   | Pilote               | Porsche Turbo Cup                               |                                                                       | Porsche 944 Turbo        |
| Patrick Howard    | 23 février 1991  | Pilote               |                                                 |                                                                       |                          |
| David Lotter      | 24 novembre 2001 | Pilote               | Western Cape Regional Motorcycle Championship   |                                                                       | Honda 400                |
| Gerard van Besouw | 4 avril 2003     | Pilote               |                                                 |                                                                       |                          |
| Ben Greyling      | 27 décembre 2008 | Pilote               | Fast, Furious and Glorious Car Show Family Fest |                                                                       | Ford Fiesta              |
| Des Bisset        | 25 juillet 2009  | Commissaire de piste |                                                 |                                                                       |                          |
| Riyaath Reynolds  | 16 décembre 2010 | Pilote               | Honda CBR 150 Cup                               | All Bike Race Day and Bike Festival                                   | Honda CBR 150            |
| Gavin Ramsay      | 4 février 2017   | Pilote               | South African Tourist Trophy Revival Series     | 16th Passion for Speed International Historic Race Meeting (pré 1989) | Suzuki GSX-R             |